# Sencer Şahin
Sencer Şahin (* 11. Mai 1939 in Elbistan, Maraş; † 16. Oktober 2014 in der Türkei) war ein türkischer Altphilologe und Epigraphiker.

## Leben
Şahin hat von 1963 bis 1967 an der Universität Ankara Klassische Philologie studiert und dieses Studium mit einem Lizenziat abgeschlossen. Von 1969 bis 1973 absolvierte er ein Promotionsstudium an der Universität Münster. 1973 wurde er dort mit einer Dissertation zu den Neufunden von antiken Inschriften in Nikomedeia (İzmit) und in der Umgebung der Stadt promoviert. Seit 1981 war er Dozent, seit 1986 Professor an der Akdeniz Üniversitesi in Antalya. Zugleich arbeitete er eng mit Reinhold Merkelbach und seinem Forscherkreis am Institut für Altertumskunde der Universität zu Köln sowie mit Elmar Schwertheim und der Forschungsstelle Asia Minor der Universität Münster zusammen.

## Forschungsschwerpunkte
Forschungsschwerpunkt Şahins war die Epigraphik griechischer Städte Kleinasiens. Er hat mehrere Bände zu der Reihe der Inschriften griechischer Städte aus Kleinasien beigetragen. Mit Ekrem Akurgal, Reinhold Merkelbach und Hermann Vetters gehört er zu den Begründern der Zeitschrift Epigraphica Anatolica (Habelt, Bonn 1983 ff.). Mit Johannes Nollé begründete er die Zeitschrift Gephyra. Zeitschrift für Geschichte und Kultur der Antike auf dem Gebiet der heutigen Türkei (türkisch: Günümüz Türki̇yesi̇ʼnin anti̇k devi̇rʼdeki̇ tari̇hi̇ ve kültürü i̇çi̇n dergi̇; Istanbul 2004 ff.).

## Veröffentlichungen (Auswahl)
- mit Mustafa Adak: Stadiasmus Patarensis: Itinera Romana Provinciae Lyciae (= Monographien zu Gephyra. Zeitschrift für Geschichte und Kultur der Antike auf dem Gebiet der heutigen Türkei. Band 1). Ege Yayınları, Istanbul 2007, ISBN 978-975-807-179-1 (Digitalisat).